# Framta
Framta, Framtan ili Framtane (kastiljanski: Frantán, galicijski: Franta, latinski: Framtanus ili Frantan, portugalski: Frantano; ? -457.) je bio jedan od svevskih kraljeva Galicije 457. Na prijestolje je došao u kaotičnim okolnostima nakon smrti Rehijara u borbi protiv Vizigota, odnosno novopostavljenog vizigotskog guvernera Agilulfa koji se nakratko proglasio svevskim kraljem. Svevi su tada izabrali svog kralja Maldrasa, ali taj izbor nije opće prihvaćen; dio, uglavnom na sjeveru, je za kralja priznao Framtu. Ubrzo je umro, a njegovi su sljedbenici izabrali Rechimunda za svog vođu.